# Deltoidalhexakontaeder

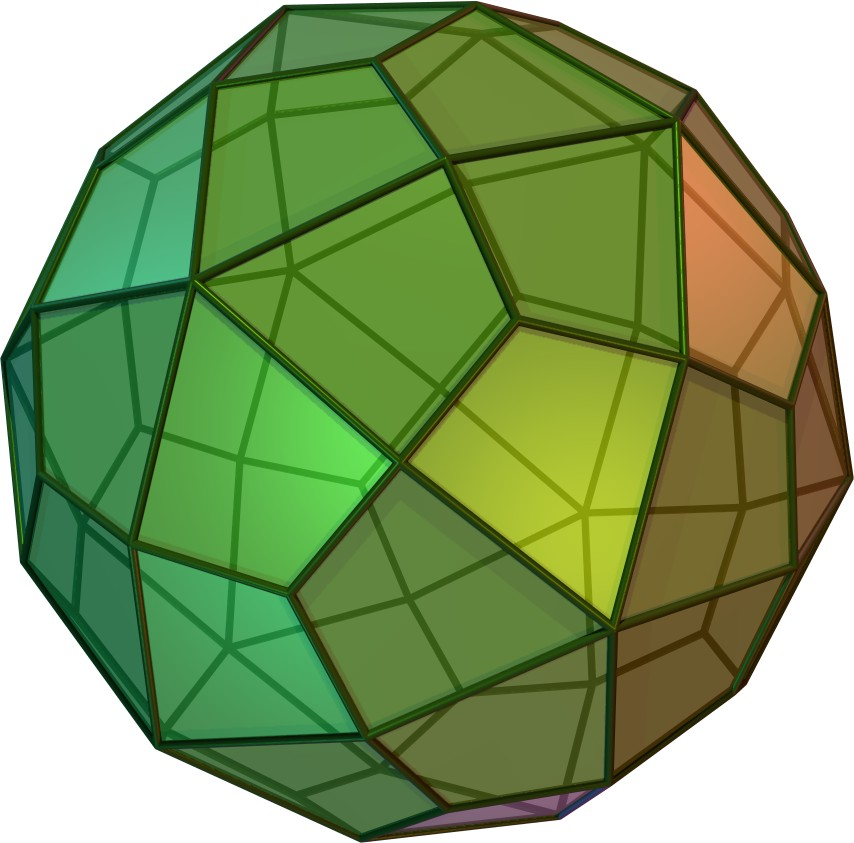
3D-Ansicht eines Deltoidalhexakontaeders (Animation)

Das Deltoidalhexakontaeder (auch Deltoidhexakontaeder genannt) ist ein konvexes Polyeder, das sich aus 60 Deltoiden zusammensetzt und zu den Catalanischen Körpern zählt. Es ist dual zum Rhombenikosidodekaeder und hat 62 Ecken sowie 120 Kanten.

## Entstehung

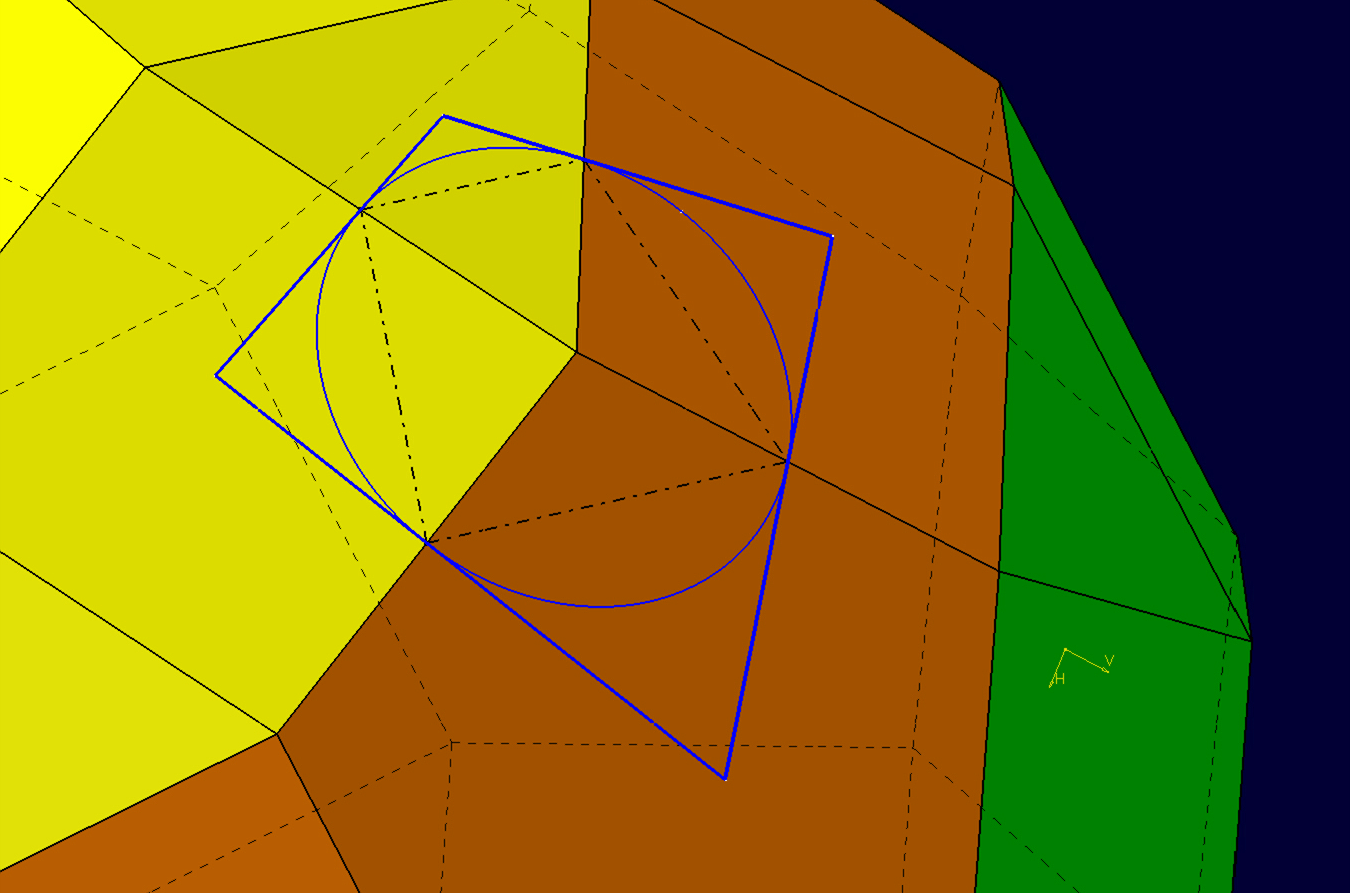
Konstruktion des Deltoids am Rhombenikosidodekaeder

Durch Verbinden der Mittelpunkte vierer Kanten, die in jeder Raumecke des Rhombenikosidodekaeders zusammenstoßen, entsteht ein Trapez, dessen Umkreis gleichzeitig Inkreis des Deltoids, der Begrenzungsfläche des Deltoidalhexakontaeders, ist. Bei diesem speziellen Typ sind alle Flächenwinkel gleich groß (≈ 154°), und es existiert ein einheitlicher Kantenkugelradius.
Sei {\displaystyle d} die Kantenlänge des Rhombenikosidodekaeders, so sind die resultierenden Seitenlängen des Deltoids gegeben durch
{\displaystyle a=\,{\frac {d}{3}}\,{\sqrt {25-5{\sqrt {5}}}}}
{\displaystyle b=\,{\frac {d}{11}}\,{\sqrt {5\,(85-31{\sqrt {5}})}}}
Die Seitenlängen des Deltoids stehen somit im folgenden Verhältnis zueinander:
{\displaystyle 3a\,(7-{\sqrt {5}})=22b}

## Verwandte Polyeder

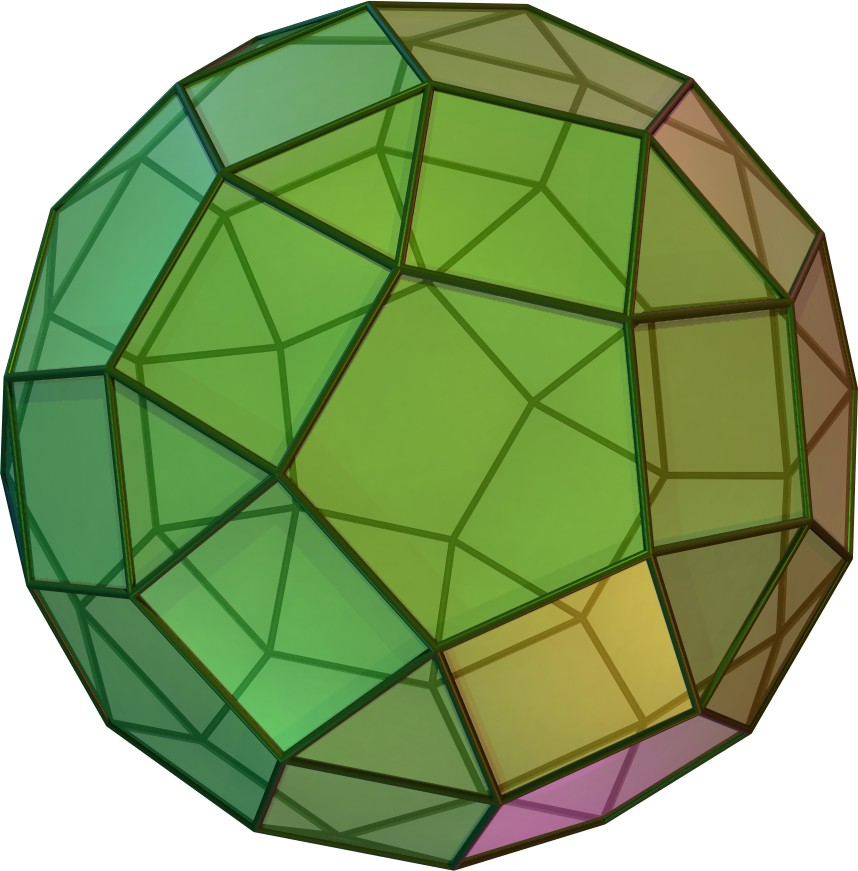
Dualer Körper: Rhombenikosidodekaeder
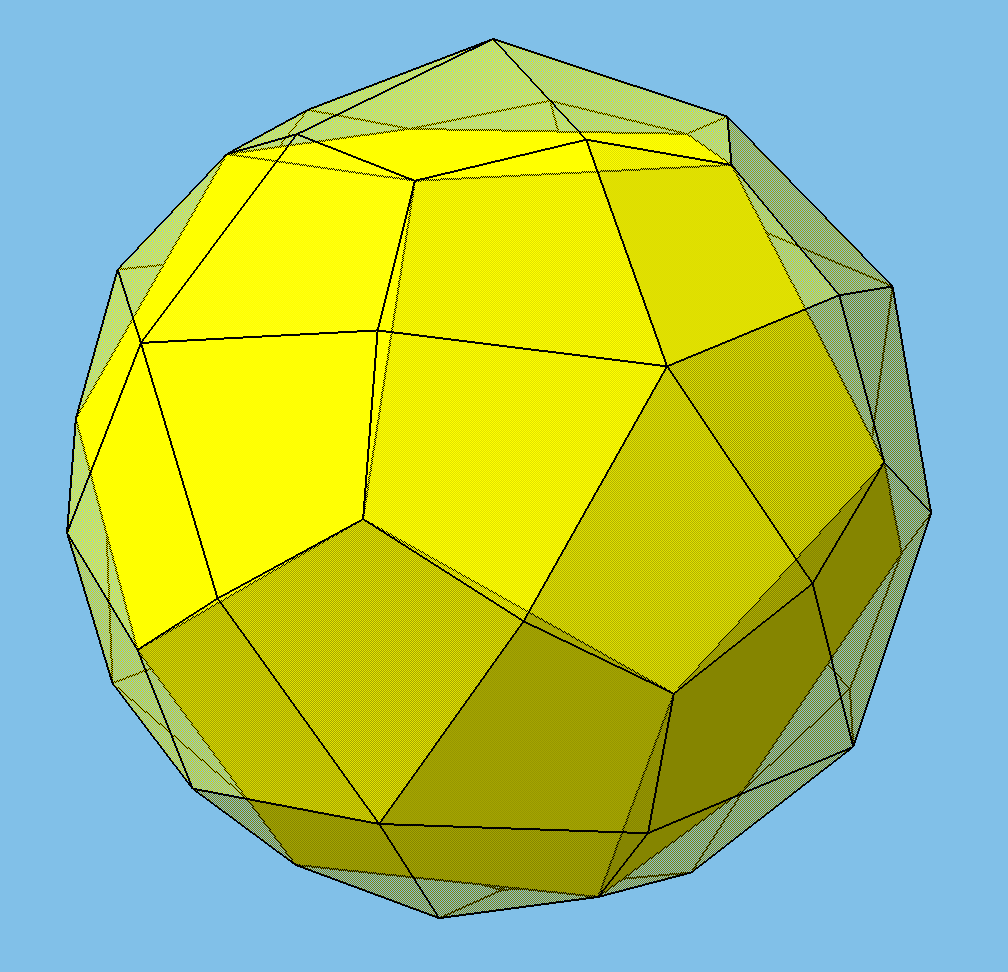
Einbeschriebenes Dodekaeder
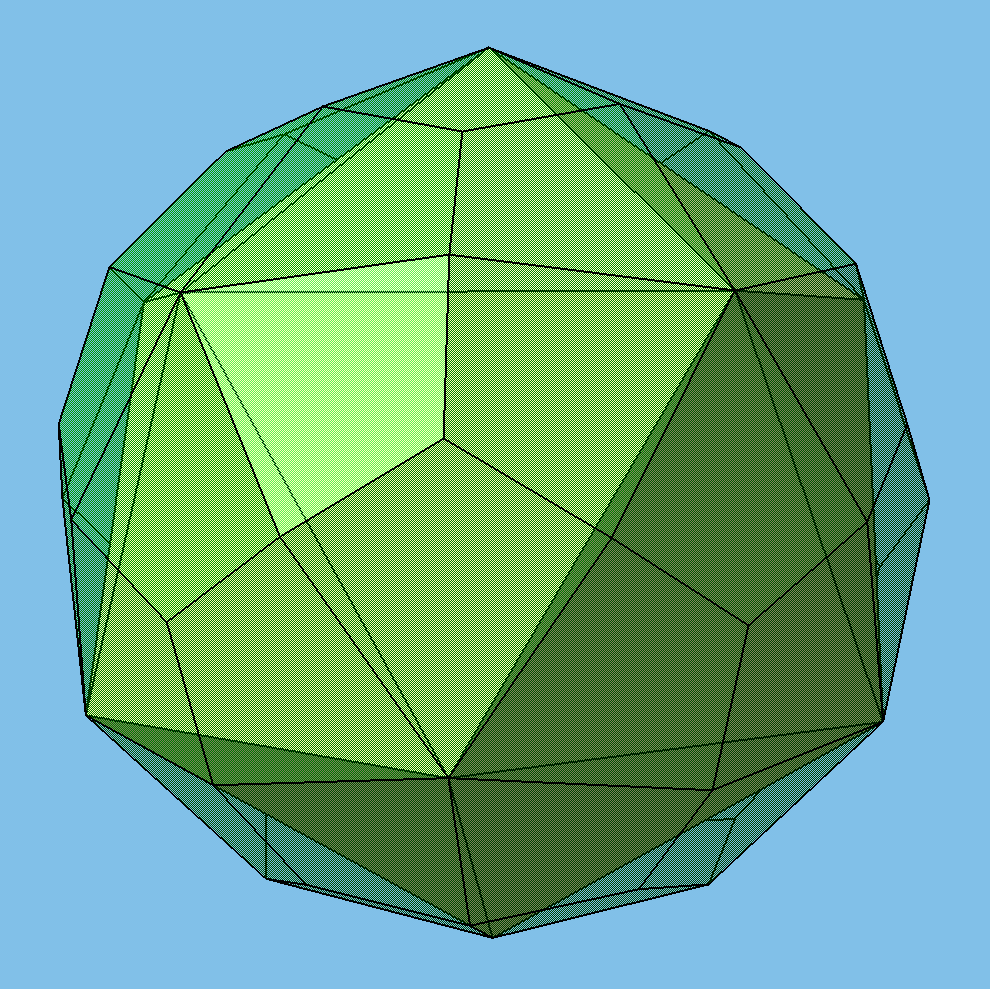
Einbeschriebenes Ikosaeder
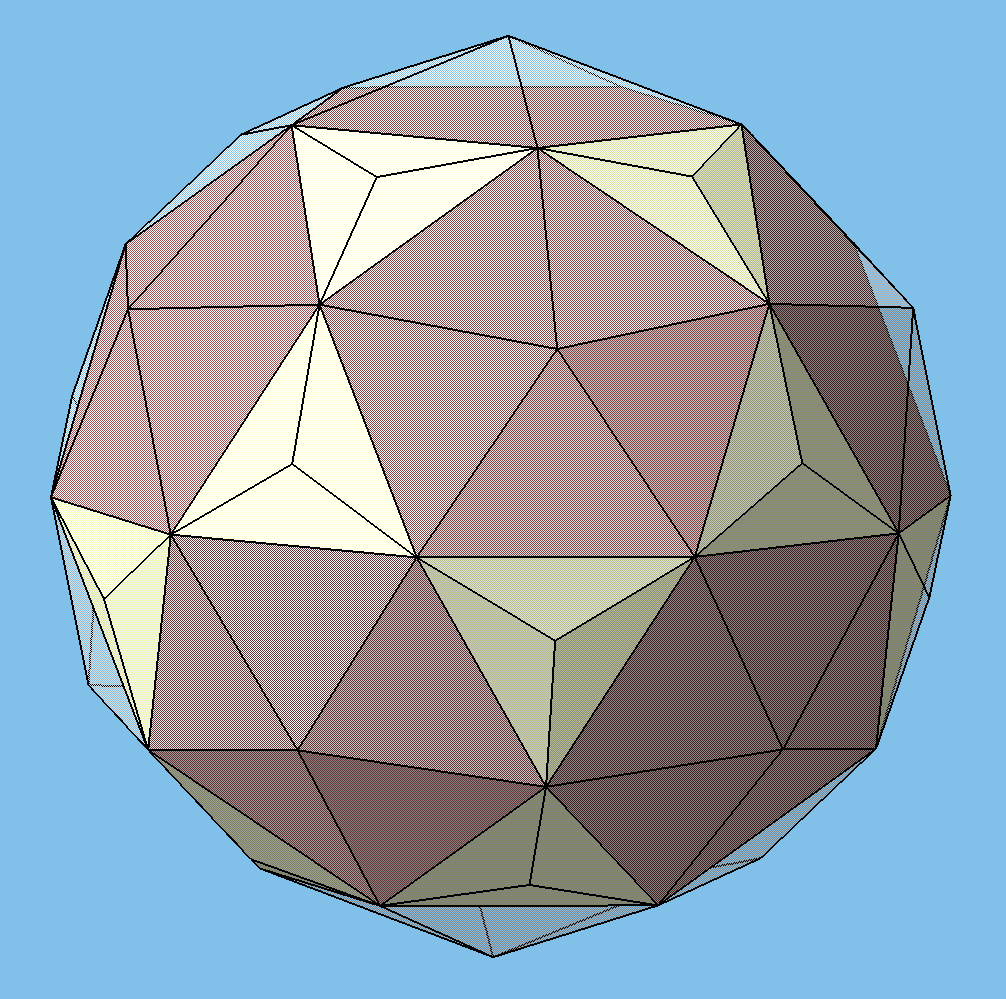
Einbeschriebenes Ikosidodekaeder

## Formeln

### Für das Polyeder

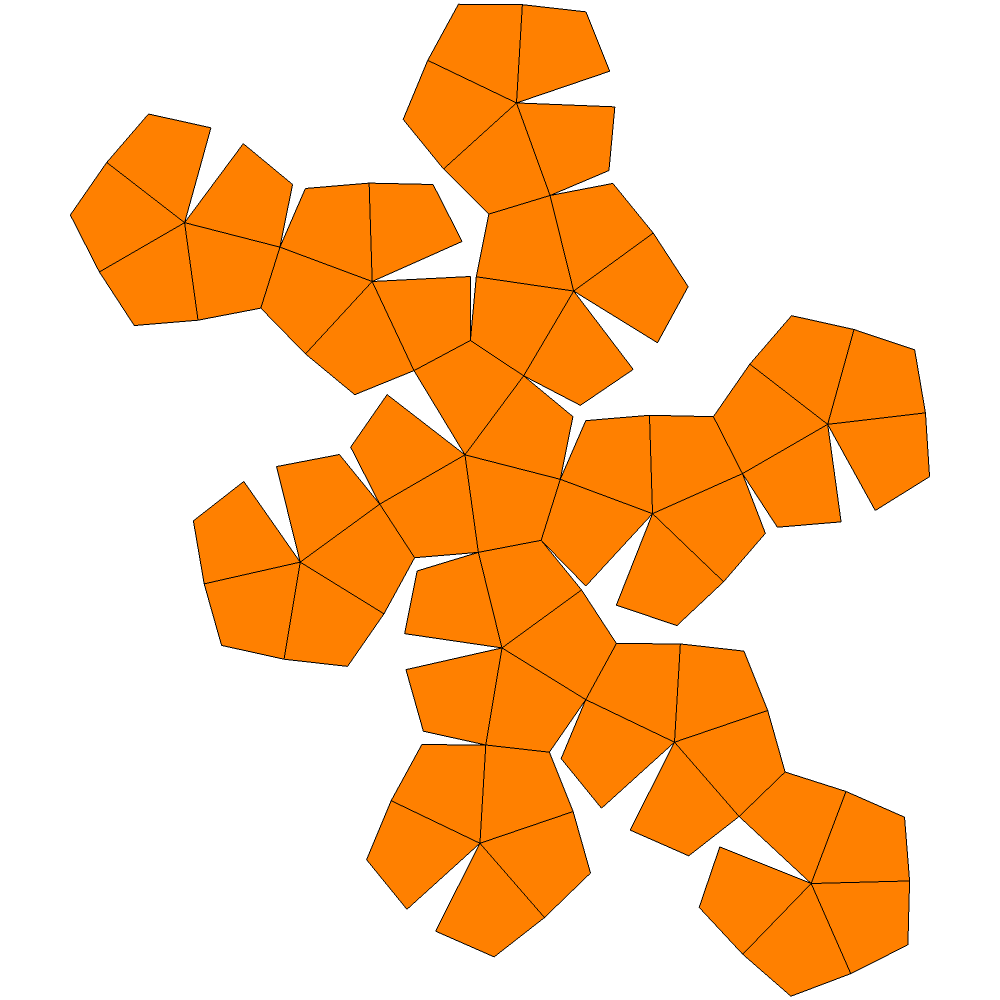
Netz des Deltoidalhexakontaeders

| Größen eines Deltoidalhexakontaeders mit Kantenlänge a | Größen eines Deltoidalhexakontaeders mit Kantenlänge a                                                                            |
| ------------------------------------------------------ | --- |
| Volumen                                                | {\displaystyle V={\frac {45}{11}}\,a^{3}{\sqrt {\frac {370+164{\sqrt {5}}}{25}}}}                                                 |
| Oberflächeninhalt                                      | {\displaystyle A_{O}={\frac {9}{11}}\,a^{2}{\sqrt {10\,(157+31{\sqrt {5}})}}}                                                     |
| Inkugelradius                                          | {\displaystyle \rho ={\frac {3}{2}}\,a\,{\sqrt {\frac {135+59{\sqrt {5}}}{205}}}}                                                 |
| Kantenkugelradius                                      | {\displaystyle r={\frac {3}{20}}\,a\,(5+3{\sqrt {5}})}                                                                            |
| Flächenwinkel ≈ 154° 7′ 17″                            | {\displaystyle \cos \,\alpha =-{\frac {1}{41}}\,(19+8{\sqrt {5}})}                                                                |
| 3D-Kantenwinkel ≈ 153° 26′ 6″                          | {\displaystyle \cos \,\gamma =-{\frac {2}{5}}{\sqrt {5}}}                                                                         |
| Sphärizität ≈ 0,98161                                  | {\displaystyle \Psi ={\frac {2\,{\sqrt[{3}]{11\,\pi \left(185+82{\sqrt {5}}\right)}}}{\sqrt {10\left(157+31{\sqrt {5}}\right)}}}} |

### Für das Deltoid

Größen im Drachenviereck

| Größen des Drachenvierecks     | Größen des Drachenvierecks                                                       |
| ------------------------------ | -------------------------------------------------------------------------------- |
| Flächeninhalt                  | {\displaystyle A={\frac {3}{22}}\,a^{2}{\sqrt {\frac {157+31{\sqrt {5}}}{10}}}}  |
| 2. Seitenlänge                 | {\displaystyle b={\frac {3}{22}}\,a\,(7-{\sqrt {5}})}                            |
| Kurze Diagonale                | {\displaystyle e=3a\,{\sqrt {\frac {5-{\sqrt {5}}}{20}}}}                        |
| Lange Diagonale                | {\displaystyle f={\frac {a}{11}}{\sqrt {\frac {470+156{\sqrt {5}}}{5}}}}         |
| Inkreisradius                  | {\displaystyle r={\frac {3}{10}}\,a\,{\sqrt {\frac {5\,(17+5{\sqrt {5}})}{82}}}} |
| Seitenwinkel (2) ≈ 86° 58′ 27″ | {\displaystyle \cos \,\alpha ={\frac {1}{10}}\,(5-2{\sqrt {5}})}                 |
| Fußwinkel (1) ≈ 67° 46′ 59″    | {\displaystyle \cos \,\beta ={\frac {1}{40}}\,(9{\sqrt {5}}-5)}                  |
| Kopfwinkel (1) ≈ 118° 16′ 7″   | {\displaystyle \cos \,\gamma =-{\frac {1}{20}}\,(5+2{\sqrt {5}})}                |